# Nannophlebia braueri
Nannophlebia braueri is een libellensoort uit de familie van de korenbouten (Libellulidae), onderorde echte libellen (Anisoptera).
De wetenschappelijke naam Nannophlebia braueri is voor het eerst geldig gepubliceerd in 1900 door Förster.